# Coupe de la Ligue portugaise de football 2015-2016
Navigation
Coupe de la Ligue 2014-2015 Coupe de la Ligue 2016-2017
La Coupe de la ligue portugaise de football 2015-2016 (pt : Taça da liga), est la neuvième édition de la coupe de la Ligue portugaise de football. Les 18 équipes de première division (Liga NOS) et 19 équipes (24 moins les cinq équipes réserves) de deuxième division (Segunda Liga) participent à cette compétition soit 37 équipes. Elles y participent selon un format qui change pour les deux premiers tours, qui sont à élimination directe en un seul match. La phase de poule du troisième tour, les demi-finales et la finale restent organisés de la même façon.

## Déroulement de la compétition

### Calendrier
| Tour | Nom            | Date                                                               | Participants     |
| 1    | Premier tour   | 1er et 2 août 2015                                                 | 19               |
| 2    | Deuxième tour  | 16 et 23 septembre, 10, 11, 12 et 21 octobre 2015                  | 24 (10+14 de PL) |
| 3    | Troisième tour | 15 novembre, 28, 29 et 30 décembre 2015, 20, 26 et 27 janvier 2016 | 16 (12+4 de PL)  |
| 4    | Demi-finales   | 10 février et 2 mai 2016                                           | 4                |
| 5    | Finale         | 20 mai 2016                                                        | 2                |

### Participants
- Entre parenthèses, figure le classement de la saison dernière

| Clubs de Primera Liga (18)  | Clubs de Segunda Liga (19)   |
| arrivent au 3e tour         | arrive au 2e tour            |
| --------------------------- | ---------------------------- |
| Benfica (1er PL)            | Famalicão (2e CNS)           |
| Porto (2e PL)               | arrivent au 1er tour         |
| Sporting CP (3e PL)         | Gil Vicente (17e PL)         |
| Sp. Braga (4e PL)           | Penafiel (18e PL)            |
| arrivent au 2e tour         | GD Chaves (3e SL)            |
| V. Guimarães (5e PL)        | Covilhã (4e SL)              |
| Belenenses (6e PL)          | Feirense (7e SL)             |
| Nacional (7e PL)            | Freamunde (8e SL)            |
| Paços de Ferreira (8e PL)   | SC Farense (11e SL)          |
| Marítimo (9e PL)            | Académico Viseu (12e SL)     |
| Rio Ave (10e PL)            | Portimonense (14e SL)        |
| Moreirense (11e PL)         | Clube Oriental (15e SL)      |
| Estoril-Praia (12e PL)      | Olhanense (16e PL)           |
| Boavista (13e PL)           | Oliveirense (17e SL)         |
| Vitória de Setúbal (14e PL) | Desportivo das Aves (18e SL) |
| Académica (15e PL)          | Santa Clara (19e SL)         |
| Arouca (16e PL)             | Leixões (20e SL)             |
| Tondela (1er SL)            | Atlético CP (22e SL)         |
| União da Madeira (2e SL)    | Mafra (1er CNS)              |
|                             | Varzim (3e CNS)              |

Légende : (PL) = Primera Liga, (SL) = Segunda Liga, (CNS) = Campeonato Nacional de Seniores

## Premier tour

### Format
- Ce premier tour est joué par les équipes de deuxième division (Segunda Liga) pouvant disputer cette compétition[2].
- Il y a 19 équipes de seconde division. Le nombre d'équipes étant impair, une équipe accèdera au deuxième tour directement[2].
- Contrairement, aux années précédentes, il n'y a pas de chapeaux et d'équipes protégées lors de ce tirage au sort.
- Les oppositions se déroulent en seul match sur le terrain du premier nommé.
- En cas d'égalité à la fin du temps réglementaire, il n'y a pas de prolongation et la qualification se joue lors d'une séance de tirs au but.
- Le tirage au sort a lieu le 4 juillet 2015. Famalicão accède directement au deuxième tour[3].

### Résultats
| Date     | Club                | Résultat         | Club                     | Rapport |
| -------- | ------------------- | ---------------- | ------------------------ | ------- |
| 1er août | Oliveirense (SL)    | 1-1 (5-3 t.a.b.) | SC Farense (SL)          | Rapport |
| 2 août   | Mafra (SL)          | 0-2              | Leixões (SL)             | Rapport |
| 2 août   | Gil Vicente (SL)    | 1-1 (4-5 t.a.b.) | Académico Viseu (SL)     | Rapport |
| 2 août   | Feirense (SL)       | 2-1              | Covilhã (SL)             | Rapport |
| 2 août   | Santa Clara (SL)    | 1-1 (5-6 t.a.b.) | Atlético CP (SL)         | Rapport |
| 2 août   | Penafiel (SL)       | 2-0              | Olhanense (SL)           | Rapport |
| 2 août   | Portimonense (SL)   | 3-0              | Desportivo das Aves (SL) | Rapport |
| 2 août   | GD Chaves (SL)      | 0-2              | Varzim (SL)              | Rapport |
| 2 août   | Clube Oriental (SL) | 1-1 (4-2 t.a.b.) | Freamunde (SL)           | Rapport |

Légende : (SL) = Segunda Liga

## Deuxième tour

### Format
- Ce deuxième tour est joué par les équipes de deuxième division (Segunda Liga) issues du premier tour, Famalicão exempté du premier tour, ainsi que par 14 équipes de Primera Liga (équipes classées de 5e à 16e la saison précédente plus les deux promus)[2].
- Contrairement, aux années précédentes, il n'y a pas de chapeaux et d'équipes protégées lors de ce tirage au sort.
- Les oppositions se déroulent en seul match sur le terrain du premier nommé.
- En cas d'égalité à la fin du temps réglementaire, il n'y a pas de prolongation et la qualification se joue lors d'une séance de tirs au but.
- Le tirage au sort a lieu le 4 juillet 2015 en même temps que celui du premier tour[4].

### Résultats
| Date         | Club                  | Résultat         | Club                    | Rapport |
| ------------ | --------------------- | ---------------- | ----------------------- | ------- |
| 16 septembre | Marítimo (PL)         | 2-1              | Académica (PL)          | Rapport |
| 23 septembre | Oliveirense (SL)      | 1-2              | Famalicão (SL)          | Rapport |
| 23 septembre | Clube Oriental (SL)   | 3-2              | Estoril-Praia (PL)      | Rapport |
| 23 septembre | Leixões (SL)          | 1-1 (5-4 t.a.b.) | Académico Viseu (SL)    | Rapport |
| 23 septembre | União da Madeira (PL) | 0-1              | Paços de Ferreira (PL)  | Rapport |
| 23 septembre | Penafiel (SL)         | 1-2              | Portimonense (SL)       | Rapport |
| 10 octobre   | Atlético CP (SL)      | 0-2              | Belenenses (PL)         | Rapport |
| 10 octobre   | Tondela (PL)          | 0-0 (6-7 t.a.b.) | Nacional (PL)           | Rapport |
| 10 octobre   | Rio Ave (PL)          | 3-2              | V. Guimarães (PL)       | Rapport |
| 11 octobre   | Varzim (SL)           | 0-0 (3-4 t.a.b.) | Arouca (PL)             | Rapport |
| 12 octobre   | Feirense (SL)         | 1-1 (4-3 t.a.b.) | Boavista (PL)           | Rapport |
| 21 octobre   | Moreirense (PL)       | 1-0              | Vitória de Setúbal (PL) | Rapport |

Légende : (PL) = Primera Liga, (SL) = Segunda Liga

## Troisième tour

### Format
- Ce troisième tour est joué avec les équipes qualifiées du second tour et les quatre premiers de la Primera Liga 2014-2015.
- Les matchs ont lieu les 15 novembre, 30 décembre 2015, 20 et 27 janvier 2016.
- Ce tour se dispute sous forme de poules de quatre équipes. Deux équipes par poule reçoivent deux fois et se déplacent une fois, les deux autres faisant l'inverse. L'ordre des matchs est le suivant : 
  - Journée 1 : L'équipe 1 reçoit l'équipe 2 et l'équipe 4 reçoit l'équipe 3
  - Journée 2 : L'équipe 4 reçoit l'équipe 1 et l'équipe 3 reçoit l'équipe 2
  - Journée 3 : L'équipe 3 reçoit l'équipe 1 et l'équipe 2 reçoit l'équipe 4.
- Les vainqueurs de poules sont qualifiés pour le tour suivant.
- En cas d'égalité, les critères suivants sont utilisés :

1. Différence de buts
2. Nombre de buts marqués
3. Plus petit âge moyen des joueurs utilisés[2].

### Tirage au sort
- Il est effectué le 28 octobre 2015[5].
- Les équipes sont réparties de la façon suivante : 
  - Dans le pot 1, se trouvent les équipes classées de la 1re à la 4e place lors de la saison précédente de Primera Liga. Ces équipes sont numérotées 1.
  - Dans le pot 2, se trouvent les quatre équipes les mieux classées lors de la saison précédente parmi les équipes restantes. Ces équipes sont numérotées 2.
  - Dans le pot 3, se trouvent les quatre équipes suivantes les mieux classées lors de la saison précédente parmi les équipes restantes. Ces équipes sont numérotées 3.
  - Dans le pot 4, se trouvent les quatre équipes les moins bien classées lors de la saison précédente parmi les équipes restantes. Ces équipes sont numérotées 4[2].

| Pot 1       | Pot 2             | Pot 3      | Pot 4          |
| ----------- | ----------------- | ---------- | -------------- |
| Benfica     | Belenenses        | Rio Ave    | Portimonense   |
| Porto       | Nacional          | Moreirense | Clube Oriental |
| Sporting CP | Paços de Ferreira | Arouca     | Leixões        |
| Sp. Braga   | Marítimo          | Feirense   | Famalicão      |

| Groupe A  | Groupe B       | Groupe C          | Groupe D   |
| --------- | -------------- | ----------------- | ---------- |
| Porto     | Benfica        | Sporting CP       | Sp. Braga  |
| Marítimo  | Nacional       | Paços de Ferreira | Belenenses |
| Feirense  | Moreirense     | Arouca            | Rio Ave    |
| Famalicão | Clube Oriental | Portimonense      | Leixões    |

### Groupe A
Source : www.ligaportugal.pt
| Rang | Équipe         | Pts | J | G | N | P | Bp | Bc | Diff |  | Résultats (▼ dom., ► ext.) | Mar | Fei | Fam | Por |
| ---- | -------------- | --- | - | - | - | - | -- | -- | ---- |  | -------------------------- | --- | --- | --- | --- |
| 1    | Marítimo (PL)  | 7   | 3 | 2 | 1 | 0 | 7  | 3  | +4   |  | Marítimo                   |     |     | 0-0 |     |
| 2    | Feirense (SL)  | 6   | 3 | 2 | 0 | 1 | 5  | 4  | +1   |  | Feirense                   | 2-4 |     |     | 2-0 |
| 3    | Famalicão (SL) | 4   | 3 | 1 | 1 | 1 | 1  | 1  | 0    |  | Famalicão                  |     | 0-1 |     | 1-0 |
| 4    | Porto (PL)     | 0   | 3 | 0 | 0 | 3 | 1  | 6  | -5   |  | Porto                      | 1-3 |     |     |     |

Légende : (PL) = Primera Liga, (SL) = Segunda Liga

### Groupe B
Source : www.ligaportugal.pt
| Rang | Équipe              | Pts | J | G | N | P | Bp | Bc | Diff |  | Résultats (▼ dom., ► ext.) | Ben | Nac | Mor | Ori |
| ---- | ------------------- | --- | - | - | - | - | -- | -- | ---- |  | -------------------------- | --- | --- | --- | --- |
| 1    | Benfica (PL)        | 9   | 3 | 3 | 0 | 0 | 8  | 1  | +7   |  | Benfica                    |     | 1-0 |     |     |
| 2    | Nacional (PL)       | 4   | 3 | 1 | 1 | 1 | 1  | 1  | 0    |  | Nacional                   |     |     |     | 1-0 |
| 3    | Moreirense (PL)     | 4   | 3 | 1 | 1 | 1 | 5  | 8  | -3   |  | Moreirense                 | 1-6 | 0-0 |     |     |
| 4    | Clube Oriental (SL) | 0   | 3 | 0 | 0 | 3 | 2  | 6  | -4   |  | Clube Oriental             | 0-1 |     | 2-4 |     |

Légende : (PL) = Primera Liga, (SL) = Segunda Liga

### Groupe C
Source : www.ligaportugal.pt
| Rang | Équipe                 | Pts | J | G | N | P | Bp | Bc | Diff |  | Résultats (▼ dom., ► ext.) | Por | Spo | Paç | Aro |
| ---- | ---------------------- | --- | - | - | - | - | -- | -- | ---- |  | -------------------------- | --- | --- | --- | --- |
| 1    | Portimonense (SL)      | 9   | 3 | 3 | 0 | 0 | 9  | 3  | +6   |  | Portimonense               |     | 2-0 |     | 4-1 |
| 2    | Sporting CP (PL)       | 6   | 3 | 2 | 0 | 1 | 4  | 3  | +1   |  | Sporting CP                |     |     | 3-1 |     |
| 3    | Paços de Ferreira (PL) | 1   | 3 | 0 | 1 | 2 | 4  | 7  | -3   |  | Paços                      | 2-3 |     |     |     |
| 4    | Arouca (PL)            | 1   | 3 | 0 | 1 | 2 | 2  | 6  | -4   |  | Arouca                     |     | 0-1 | 1-1 |     |

Légende : (PL) = Primera Liga, (SL) = Segunda Liga

### Groupe D
Source : www.ligaportugal.pt
| Rang | Équipe          | Pts | J | G | N | P | Bp | Bc | Diff |  | Résultats (▼ dom., ► ext.) | Bra | Rio | Bel | Lei |
| ---- | --------------- | --- | - | - | - | - | -- | -- | ---- |  | -------------------------- | --- | --- | --- | --- |
| 1    | Sp. Braga (PL)  | 7   | 3 | 2 | 1 | 0 | 6  | 1  | +5   |  | Sp. Braga                  |     |     | 2-1 |     |
| 2    | Rio Ave (PL)    | 5   | 3 | 1 | 2 | 0 | 3  | 2  | +1   |  | Rio Ave                    | 0-0 |     | 1-1 |     |
| 3    | Belenenses (PL) | 4   | 3 | 1 | 1 | 1 | 6  | 3  | +3   |  | Belenenses                 |     |     |     | 4-0 |
| 4    | Leixões (SL)    | 0   | 3 | 0 | 0 | 3 | 1  | 10 | -9   |  | Leixões                    | 0-4 | 1-2 |     |     |

Légende : (PL) = Primera Liga, (SL) = Segunda Liga

## Phase finale

### Demi-finales

#### Format
- À la suite du tirage au sort effectué en même temps que celui du troisième tour les demi-finales sont les suivantes :  
  - La première demi-finale oppose le vainqueur du Groupe A à celui du Groupe C.
  - La deuxième demi-finale oppose le vainqueur du Groupe B à celui du Groupe D[2].
- En cas d'égalité à la fin du temps réglementaire, les deux clubs se départagent lors d'une séance de tirs au but.

#### Résultats
| 10 février 2016 | CS Marítimo                                                      | 3 - 1   | Portimonense SC      | Estádio dos Barreiros, Funchal              |                                             |
| 17h45 CET       | Costa 17e · Éber Bessa 31e · Diawara 90+4e                       | (2 - 1) | 4e Pires             | Spectateurs : 5 237 Arbitrage : João Capela | Spectateurs : 5 237 Arbitrage : João Capela |
| 17h45 CET       | Rúben Ferreira 14e · Patrick 30e · Éber Bessa 41e · Mauricio 48e | Rapport | 28e Theo · 52e Lumor | Spectateurs : 5 237 Arbitrage : João Capela | Spectateurs : 5 237 Arbitrage : João Capela |

| 2 mai 2016 | SL Benfica                     | 2 - 1   | SC Braga       | Estádio da Luz, Lisbonne                       |                                                |
| 19h45 CET  | Jonas 58e · Raúl Jiménez 71e   | (0 - 1) | 19e Rafa Silva | Spectateurs : 24 933 Arbitrage : Tiago Martins | Spectateurs : 24 933 Arbitrage : Tiago Martins |
| 19h45 CET  | Sílvio 79e · Alex Grimaldo 84e | Rapport | 44e Sousa      | Spectateurs : 24 933 Arbitrage : Tiago Martins | Spectateurs : 24 933 Arbitrage : Tiago Martins |

### Finale

#### Format
- Elle se déroule le 20 mai 2016.
- En cas d'égalité à l'issue du match, une séance de tirs au but est disputée[2].

#### Résultat
| 20 mai 2016 | CS Marítimo                              | 2 - 6   | SL Benfica                                                                                   | Estádio Cidade de Coimbra, Coimbra               |                                                  |
| 19h45 CET   | João Diogo 45+1e · Fransérgio 83e (pen.) | (1 - 3) | 11e Jonas · 18e Mítroglou · 38e Mítroglou · 77e Gaitán · 90+1e Jardel · 90+3e (pen.) Jiménez | Spectateurs : 28 878 Arbitrage : Fábio Veríssimo | Spectateurs : 28 878 Arbitrage : Fábio Veríssimo |
| 19h45 CET   | Rapport                                  |         |                                                                                              | Spectateurs : 28 878 Arbitrage : Fábio Veríssimo | Spectateurs : 28 878 Arbitrage : Fábio Veríssimo |